# Даніель-Андре Танде
Даніель-Андре Танде (норв. Daniel-André Tande) — норвезький стрибун з  трампліна, олімпійський чемпіон, призер чемпіонату світу, триразовий чемпіон світу з польотів на лижах. 
Золоту олімпійську медаль та звання олімпійського чемпіона Танде виборов на Пхьончханській олімпіаді 2018 року разом із товаришами зі збірної в командних змаганнях на великому трампліні.

## Зовнішні посилання
- Досьє на сайті FIS [Архівовано 29 серпня 2018 у Wayback Machine.]

## Виноски
1. ↑  ČSFD — 2001.
2. ↑  https://www.teamnor.no/profiler/hopp/daniel-andre-tande/
3. ↑  https://www.csfd.cz/tvurce/466378-daniel-andre-tande/
4. 1 2  Olympedia — 2006.
5. ↑  Men's large hill team results (PDF). Архів оригіналу (PDF) за 20 лютого 2018. Процитовано 21 квітня 2018.